# Englefontaine
 Englefontaine  es una población y comuna francesa, en la región de Norte-Paso de Calais, departamento de Norte, en el distrito de Avesnes-sur-Helpe y cantón de Le Quesnoy-Est.

## Demografía
| 1189 | 1323 | 1337 | 1349 | 1354 | 1327 |
| Para los censos de 1962 a 1999 la población legal corresponde a la población sin duplicidades (Fuente: INSEE [Consultar]) |      |      |      |      |      |